# Seiichiro Okuno
Pour les articles homonymes, voir Okuno.
Seiichiro Okuno (奥野 誠一郎, Okuno Seiichiro) est un footballeur japonais né le 26 juillet 1974.